# Карибська рифова акула
Карибська рифова акула (Carcharhinus perezi) — хижа риба з роду Сірих акул родини сірих акул, що мешкає, як зрозуміло вже з назви, в Карибському регіоні у рифових утвореннях і в дельті річок на глибинах до 40 м.
Кубинське назва: Cabeza dura (тобто довга голова), Tiburón coralino.
Карибська рифова акула сягає довжини до 3 м, максимальна задокументована вага — 69,9 кг. Забарвлення: сіра або сіро-коричнева спина, світле черево.
Часто тримається групами, у тому числі і досить великими. Харчується рибою, безхребетними. Живородна.
Карибська рифова — одна з небагатьох акул, для дихання якої не обов'язково постійно підтримувати швидкість, щоб вода обтікала зябра. Дайвери можуть застати цих акул, що лежать на дні нерухомо.
Рифова акула здатна заподіяти травми дайверу.